# Freneuse (Sena Marítim)
Freneuse és un municipi francès situat al departament del Sena Marítim i a la regió de Normandia. L'any 2007 tenia 936 habitants.

## Demografia

### Població
El 2007 la població de fet de Freneuse era de 936 persones. Hi havia 376 famílies de les quals 76 eren unipersonals (32 homes vivint sols i 44 dones vivint soles), 184 parelles sense fills, 112 parelles amb fills i 4 famílies monoparentals amb fills.
La població ha evolucionat segons el següent gràfic:
Habitants censats

### Habitatges
El 2007 hi havia 418 habitatges, 396 eren l'habitatge principal de la família, 13 eren segones residències i 9 estaven desocupats. 402 eren cases i 14 eren apartaments. Dels 396 habitatges principals, 360 estaven ocupats pels seus propietaris, 33 estaven llogats i ocupats pels llogaters i 3 estaven cedits a títol gratuït; 3 tenien una cambra, 15 en tenien dues, 48 en tenien tres, 112 en tenien quatre i 217 en tenien cinc o més. 337 habitatges disposaven pel capbaix d'una plaça de pàrquing. A 141 habitatges hi havia un automòbil i a 238 n'hi havia dos o més.

### Piràmide de població
La piràmide de població per edats i sexe el 2009 era:
| Homes | Edats   | Dones |
| ----- | ------- | ----- |
| 0     | 95 o +  | 0     |
| 0     | 90 a 94 | 0     |
| 4     | 85 a 89 | 4     |
| 20    | 80 a 84 | 4     |
| 8     | 75 a 79 | 24    |
| 20    | 70 a 74 | 44    |
| 24    | 65 a 69 | 12    |
| 16    | 60 a 64 | 16    |
| 24    | 55 a 59 | 28    |
| 60    | 50 a 54 | 28    |
| 64    | 45 a 49 | 48    |
| 48    | 40 a 44 | 24    |
| 24    | 35 a 39 | 56    |
| 20    | 30 a 34 | 24    |
| 36    | 25 a 29 | 44    |
| 20    | 20 a 24 | 16    |
| 32    | 15 a 19 | 28    |
| 12    | 10 a 14 | 16    |
| 40    | 5 a 9   | 24    |
| 28    | 0 a 4   | 20    |

## Economia
El 2007 la població en edat de treballar era de 616 persones, 406 eren actives i 210 eren inactives. De les 406 persones actives 383 estaven ocupades (199 homes i 184 dones) i 23 estaven aturades (16 homes i 7 dones). De les 210 persones inactives 130 estaven jubilades, 42 estaven estudiant i 38 estaven classificades com a «altres inactius».

### Ingressos
El 2009 a Freneuse hi havia 394 unitats fiscals que integraven 939 persones, la mediana anual d'ingressos fiscals per persona era de 23.654 €.

### Activitats econòmiques
Dels 17 establiments que hi havia el 2007, 5 eren d'empreses de construcció, 1 d'una empresa de comerç i reparació d'automòbils, 1 d'una empresa d'hostatgeria i restauració, 1 d'una empresa d'informació i comunicació, 1 d'una empresa financera, 1 d'una empresa de serveis, 2 d'entitats de l'administració pública i 5 d'empreses classificades com a «altres activitats de serveis».
Dels 4 establiments de servei als particulars que hi havia el 2009, 2 eren electricistes, 1 perruqueria i 1 restaurant.
L'únic establiment comercial que hi havia el 2009 era una peixateria.

## Equipaments sanitaris i escolars
El 2009 hi havia una escola elemental.

## Poblacions més properes
El següent diagrama mostra les poblacions més properes.